# It's Not Me, It's You
Albums de Lily Allen
Alright, Still
(2006) Sheezus
(2014)
It's Not Me, It's You est le deuxième album studio de l'auteur-compositeur-interprète anglaise découverte sur MySpace, Lily Allen.
L'album sort le 9 février 2009 au Royaume-Uni ainsi qu'en France et le 10 février 2009 aux États-Unis et au Canada.

## Chronologie
Fin avril 2008, on apprend que Lily Allen est de retour en studio pour enregistrer son deuxième album lorsqu'elle dévoile deux démos de ce futur opus : I Don't Know (qui deviendra The Fear) et I Could Say.

## Liste des titres
Toutes les pistes ont été écrites et composées par Lily Allen et Greg Kurstin, sauf indication.
1. Everyone's at It - 4:38
2. The Fear - 3:27
3. Not Fair - 3:21
4. 22 - 3:06
5. I Could Say - 4:04
6. Back to the Start - 4:14
7. Never Gonna Happen - 3:27
8. Fuck You - 3:43
9. Who'd Have Known - 3:50 (Gary Barlow, Mark Owen, Steve Robson, Lily Allen, Greg Kurstin, Howard Donald, Jason Orange)
10. Chinese - 3:28
11. Him - 3:18
12. He Wasn't There - 2:51
13. Kabul Shit - 3:45 (Bonus)
14. Fag Hag - 2:57 (Bonus)
15. The Fear (Vidéo) (Bonus)

## Singles
- The Fear est le premier single extrait de l'album. Le clip de la chanson est tourné par Nez, le 18 novembre à Wrest Park dans le Bedfordshire (Angleterre). La première du clip est le 4 décembre sur Channel 4. Il est diffusé pour la première fois à la radio lors du Scott Mills Show sur la BBC Radio 1 le 1er décembre. Il a été visionné 24 millions de fois sur youtube du 3 décembre 2008 au 6 août 2010.
- Not Fair est le deuxième single extrait de l'album. Le titre est produit et écrit par Greg Kurstin et Lily Allen. Le clip de la chanson est tourné par Melina Matsoukas, le 19 février à Los Angeles. La première du clip est le 21 mars sur Channel 4. Il a été visionné presque 14 millions de fois sur youtube aujourd'hui.
- Fuck You est le troisième single extrait de l'album. Cette chanson a fait l'objet d'un clip tourné dans les rues de Paris, dans lequel la chanteuse n'apparaît pas.
- 22 est le quatrième single extrait de l'album de Lily Allen, It's Not Me, It's You. Il est sorti en août et est supporté par Clip. Pour le single français Lily a réenregistré la chanson avec Ours. Le clip a été visionné 4 millions de fois sur youtube du 12 juillet 2009 au 6 août 2010.
- Who'd Have Known est le cinquième et dernier single de l'album. Il est sorti au mois de novembre, mais a eu pour le moment un succès assez faible.

## Classements et certifications
| Chart (2009),      | Provenance        | Meilleure position | Certfications | Chiffres  |
| ------------------ | ----------------- | ------------------ | ------------- | --------- |
| Allemagne          | Media Control     | 3                  | Platine       | 120 000   |
| Australie          | ARIA              | 1                  | 2 × Platine   | 150,000   |
| Autriche           | Media Control     | 4                  | —             | —         |
| Belgique (Nl)      | IFPI              | 3                  | Or            | —         |
| Belgique (Fr)      | IFPI              | 1                  | Or            | 30 000    |
| Canada             | Nielsen SoundScan | 1                  | Platine       | 180 000   |
| États-Unis         | RIAA              | 1                  | Platine       | 1 405,000 |
| Finlande           | IFPI              | 2                  | —             | —         |
| France             | SNEP              | 2                  | Or            | 110 000   |
| Irlande            | IRMA              | 1                  | Diamant       | 100 000   |
| Japon              | RIAJ              | 4                  | —             | —         |
| Norvège            | IFPI              | 4                  | —             | —         |
| Nouvelle-Zélande   | RIANZ             | 2                  | —             | —         |
| Pays-Bas           | IFPI              | 5                  | —             | —         |
| République tchèque | IFPI              | 1                  | —             | —         |
| Royaume-Uni        | BPI               | 1                  | 2 × Platine   | 880,000   |
| Suède              | IFPI              | 2                  | —             | —         |
| Suisse             | IFPI              | 2                  | Or            | 20 000    |
| Monde              | —                 | 1                  | Platine       | 3 150 000 |

L'album s'est classé #1 du top iTunes Albums Chart dans les pays suivants : Australie, Belgique, Canada, États-Unis, Finlande, France, Irlande, Luxembourg, Nouvelle-Zélande, Suisse et Royaume-Uni.

## Sorties
| Pays             | Date            |
| ---------------- | --------------- |
| Japon            | 4 février 2009  |
| Irlande          | 6 février 2009  |
| Allemagne        | 6 février 2009  |
| Italie           | 6 février 2009  |
| Espagne          | 6 février 2009  |
| Australie        | 7 février 2009  |
| Royaume-Uni      | 9 février 2009  |
| France           | 9 février 2009  |
| Nouvelle-Zélande | 9 février 2009  |
| Pays-Bas         | 9 février 2009  |
| États-Unis       | 10 février 2009 |
| Canada           | 10 février 2009 |
| Finlande         | 11 février 2009 |
| Brésil           | 16 février 2009 |